# Tornos cinctarius
Tornos cinctarius là một loài bướm đêm trong họ Geometridae.